# Andrés Betetos
Andrés Betetos, nacido en la parroquia de Trobe, Vedra (1818-1882) fue un escultor y pintor español del siglo XIX.

## Obras
En su parroquia natal de Trobe se levantó en 1858 la ermita de los Remedios, donde pueden verse algunas imágenes y un crucifijo. Otras obras suyas en Vedra son una imagen de San Miguel para la parroquia de San Miguel de Sarandón, y la pintura del altar y púlpito de la parroquia de San Xián de Sales (gl).